# Szarabutdin Magomiedow
Szarabutdin Magomiedowicz Magomiedow (ur. 16 maja 1994 w Machaczkale) – rosyjski zawodnik mieszanych sztuk walki (MMA) i muay thai. Aktualnie związany z organizacją UFC, w której rywalizuje w wadze średniej (do 83,9 kg).

## Życiorys
Urodził się w Dagestanie w Machaczkale. Piłka nożna była pierwszym sportem jaki uprawiał, jednak gdy został wyrzucony z drużyny po kłótni, zainteresował się sztukami walki.
Rozpoczął karierę w sportach walki od boksu, gdzie odniósł znaczne sukcesy. Po przeprowadzce do Moskwy przerzucił się na muay thai, gdzie rozkwitł i zdobył mistrzostwo Rosji w tej dziedzinie.
W 2016 roku doznał urazu prawego oka, a z powodu braku opieki jego stan się pogorszył i wymagał ośmiu operacji w ciągu około półtora roku.
Przed debiutem w UFC określał siebie jako „Pirat”, ze względu na posiadanie jednego oka.

### Atak w centrum handlowym
Magomiedow był zamieszany w napaść na mężczyznę w centrum handlowym. 15 marca 2022 w Dagestanie Magomiedow zniesmaczył się pocałunkiem kobiety z nieznajomym mężczyzną na ruchomych schodach, wdając się w dyskusję słowną, a następnie w bójkę z tym mężczyznę. Przechodnie rozdzielili ich, a Magomiedow udał się w stronę wyjścia. Druga sprzeczka uchwycona na kamerze pokazała Magomiedowa czekającego na tego samego mężczyznę przy wyjściu, gdzie uderzył go pięścią, po czym mężczyzna upadł, a następnie Magomiedow kopnął leżącego w twarz. Ponownie przechodnie rozdzieli mężczyzn. W tej sprawie sąd nadal ustala zarzuty karne dla Magomiedowa. W tych okolicznościach jego kontrakt z UFC został ostatecznie odroczony.

## Kariera MMA

### Pierwsze zawodowe walki w Chinach
Zawodowo w mieszanych sztukach walki zadebiutował 9 grudnia 2017 roku dla chińskiej federacji Chin Woo Men. Już w 43 sekundy znokautował wysokim kopnięciem na głowę legitymującego się wtedy rekordem 13 zwycięstw i 7 porażek reprezentanta Chin, Yincang Bao. 
Miesiąc później, w drugiej walce dla chińskiej federacji, pokonał przez techniczny nokaut po niskich kopnięciach w drugiej rundzie debiutującego Jiayidaera Aili.
W następnym miesiącu stoczył jednorazową walkę dla innej chińskiej organizacji, The King Fighting Championship. Ponownie wygrał przez techniczny nokaut.
Już w kolejnym miesiącu powrócił na ostanią walkę do organizacji Chin Woo Men. W niespełna minutę znokautował Wulana Muhamaitihaliego kopnięciem na korpus.

### 2021-2022
Magomiedow stoczył cztery wygrane walki na zmodyfikowanych zasadach MMA dla organizacji Nashe Delo Fights. W związku ze zmianami zasad w regulaminie, pojedynki nie zostały wliczone do rekordu zawodowego.
Następnym przystankiem Magomiedowa została rosyjska organizacja AMC Fight Nights, dla której trzykrotnie zwyciężał przez nokauty (raz przez techniczny nokaut). Pokonywał kolejno Rosjanina - Jakuba Kiedijewa, Ormianina - Michaiła Allachwerdiana oraz Brazylijczyka - Joela dos Santosa.
26 lutego 2022 zdobył pas brazylijskiej organizacji Arena Global w wadze półciężkiej, pokonując przed czasem w walce wieczoru gali Arena Global 17 reprezentanta Brazylii, Rodrigo Carlosa. Magomiedow zwyciężył przez TKO.
W tym samym roku stoczył dwie walki dla rosyjskiej federacji Russian Cagefighting Championship. Obie zwyciężał z doświadczonymi rodakami, kolejno z Siergiejem Martynowem (przez TKO) oraz Michaiłem Ragozinem (na punkty)
11 grudnia 2022 na gali w Tajlandii znokautował błyskawicznie już w 8 sekundzie walki Indyjczyka, Kushala Vyasa.

### UFC
W grudniu 2022 roku podpisał kontrakt z największą organizacją MMA na świecie, Ultimate Fighting Championship. W amerykańskiej promocji zadebiutował w walce z Brazylijczykiem, Bruno Silvą 21 października 2023 na gali UFC 294 w Abu Zabi. Zwyciężył walkę przez jednogłośną decyzję sędziowską. 

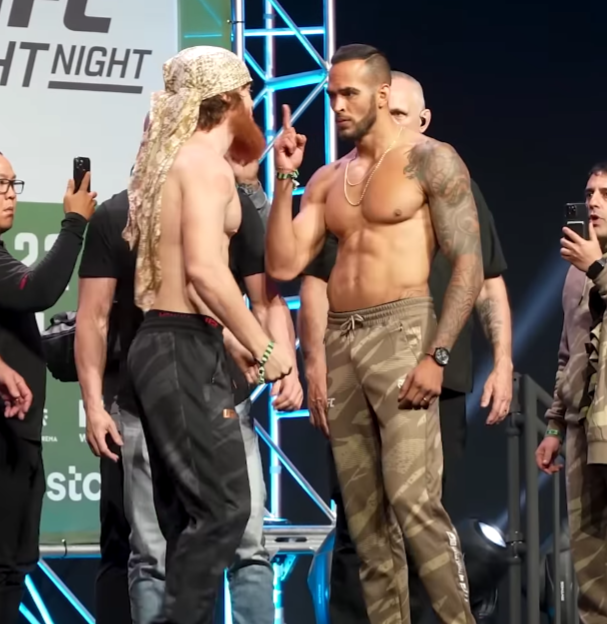
Szarabutdin Magomiedow twarzą w twarz z Antonio Trócolim.

Oczekiwano, że w drugiej walce dla UFC zmierzy się z Ukraińcem, Ihorem Potierią 22 czerwca 2024 na gali UFC on ABC 6. Jednak Potieria został ściągnięty, na inną walkę. Nowym rywalem Magomiedowa miał zostać debiutujący w organizacji reprezentanta Niemiec, Joilton Lutterbach. Z kolei ten wycofał się z walki z powodu pozytywnego wyniku testu na niedozwoloną substancję, w związku z czym ostatecznym rywalem Magomiedowa został Brazylijczyk, Antonio Trócoli. Kontrowersyjnie w drugiej rundzie walki Magomiedow wyraźnie złapał się za ogrodzenie, aby obronić próbę sprowadzenia wykonaną przez Trócoliego, którą zignorował sędzia Marc Goddard. Ostatecznie w trzeciej rundzie wygrał walkę przez nokaut. Trumf przed czasem przyniósł mu nagrodę w kategorii Występ Wieczoru. 
W trzecim pojedynku dla UFC stoczył walkę z Michałem Oleksiejczukiem. Do pojedynku doszło 3 sierpnia 2024 na gali UFC Fight Night: Nurmagomedov vs. Sandhagen w Abu Zabi. Starcie miało status tzw. Co-Main Eventu (drugiej walki wieczoru gali). Magomiedow zwyciężył jednogłośnie na kartach punktowych w stosunku 2 x 30-27 oraz 29-28. Obaj zawodnicy zostali wyróżnieni przez UFC bonusem za walkę wieczoru. 
26 października 2024 na gali UFC 308 w Abu Zabi zawalczył z Ormianinem, Armenem Petrosjanem. Znokautował rywala rzadką techniką – podwójnym backfistem. Za swój występ został nagrodzony bonusem za występ wieczoru. 
Piąty pojedynek dla amerykańskiej organizacji stoczył z byłym pretendentem do pasa Bellator MMA w wadze półśredniej, Michaelem Page'em. Starcie odbyło się 1 lutego 2025 podczas UFC Fight Night 250 w arabskiej Rijadzie. Po trzech rundach uległ Anglikowi przez jednogłośną decyzję sędziowską, tym samym doznając pierwszej porażki w zawodowej karierze. 
Podczas gali UFC Fight Night: Whittaker vs. de Ridder, która odbyła 26 lipca 2025 w  Abu Zabi, zmierzył się z Marcem-André Barriaultem. Zwyciężył jednogłośnie na kartach punktowych. Pojedynek nagrodzono bonusem za najlepszą walkę wieczoru. 

## Osiągnięcia

### Mieszane sztuki walki
- Arena Global
  - 2022: Mistrz Arena Global w wadze półciężkiej
- Ultimate Fighting Championship
  - Bonus za walkę wieczoru (dwa razy) vs. Michał Oleksiejczuk (2024)[20], Marc-André Barriault (2025)[28]
  - Bonus za występ wieczoru (dwa razy) vs. Antonio Trócoli (2024)[17], Armen Petrosjan (2024)[23]

### Boks tajski
- Mistrz Rosji muay thai[29]

## Lista zawodowych walk w MMA
| Wynik     | Bilans | Przeciwnik (bilans przed walką) | Rozstrzygnięcie                   | Runda | Czas | Rozgrywki                                   | Data       | Miejsce        | Uwagi                                                                           |
| --------- | ------ | ------------------------------- | --------------------------------- | ----- | ---- | ------------------------------------------- | ---------- | -------------- | ------------------------------------------------------------------------------- |
| Wygrana   | 16-1   | Marc-André Barriault (17-9)     | Decyzja (jednogłośna)             | 3     | 5:00 | UFC Fight Night: Whittaker vs. de Ridder    | 26.07.2025 | Abu Zabi       | Bonus za walkę wieczoru                                                         |
| Przegrana | 15-1   | Michael Page (22-3)             | Decyzja (jednogłośna)             | 3     | 5:00 | UFC Fight Night: Adesanya vs. Imavov        | 01.02.2025 | Rijad          | Co-Main Event.                                                                  |
| Wygrana   | 15-0   | Armen Petrosjan (8-3)           | TKO (podwójny obrotowy back fist) | 2     | 4:52 | UFC 308                                     | 26.10.2024 | Abu Zabi       | Bonus za występ wieczoru.                                                       |
| Wygrana   | 14-0   | Michał Oleksiejczuk (19-8)      | Decyzja (jednogłośna)             | 3     | 5:00 | UFC Fight Night: Nurmagomedov vs. Sandhagen | 03.08.2024 | Abu Zabi       | Bonus za walkę wieczoru.                                                        |
| Wygrana   | 13-0   | Antonio Trócoli (12-3)          | TKO (kolano i ciosy pięściami)    | 3     | 2:27 | UFC Fight Night: Whittaker vs. Aliskerov    | 22.06.2024 | Rijad          | Bonus za występ wieczoru.                                                       |
| Wygrana   | 12-0   | Bruno Silva (23-9)              | Decyzja (jednogłośna)             | 3     | 5:00 | UFC 294                                     | 21.10.2023 | Abu Zabi       | Debiut w UFC.                                                                   |
| Wygrana   | 11-0   | Kushal Vyas (7-6)               | KO (kolano i ciosy pięściami)     | 1     | 0:08 | Thailand Fighting Championship 10           | 11.12.2022 | Phuket         |                                                                                 |
| Wygrana   | 10-0   | Michaił Ragozin (21-5)          | Decyzja (jednogłośna)             | 3     | 5:00 | RCC 13                                      | 03.12.2022 | Jekaterynburg  |                                                                                 |
| Wygrana   | 9-0    | Siergiej Martynow (16-4)        | KO (kolana)                       | 3     | 2:34 | RCC Intro 22                                | 13.08.2022 | Jekaterynburg  | Powrót do wagi średniej.                                                        |
| Wygrana   | 8-0    | Rodrigo Carlos (27-21)          | TKO (ciosy pięściami)             | 1     | 4:33 | Arena Global 17                             | 26.02.2022 | Rio de Janeiro | Debiut w wadze półciężkiej. Zdobył wakujące mistrzostwo AG w wadze półciężkiej. |
| Wygrana   | 7-0    | Joel dos Santos (14-5)          | TKO (kopnięcie hakowe)            | 2     | 0:13 | AMC Fight Nights 106                        | 27.11.2021 | Syktywkar      |                                                                                 |
| Wygrana   | 6-0    | Michaił Allachwerdian (9-2)     | KO (łokieć)                       | 1     | 4:41 | AMC Fight Nights 105                        | 16.10.2021 | Soczi          |                                                                                 |
| Wygrana   | 5-0    | Jakub Kiedijew (4-1)            | TKO (kolana)                      | 1     | 2:35 | AMC Fight Nights 103                        | 15.07.2021 | Soczi          | Debiut w wadze średniej.                                                        |
| Wygrana   | 4-0    | Wulan Muhamaitihali (8-5)       | KO (kolano na korpus)             | 1     | 0:56 | Chin Woo Men: 2017-2018 Season, Stage 6     | 11.03.2018 | Kanton         |                                                                                 |
| Wygrana   | 3-0    | Yeshan Yersen (0-0)             | TKO (ciosy pięściami)             | 1     | N/A  | The King Fighting Championship              | 19.02.2018 | Tengchong      |                                                                                 |
| Wygrana   | 2-0    | Jiayidaer Aili (0-1)            | TKO (niskie kopnięcia)            | 2     | 2:22 | Chin Woo Men: 2017-2018 Season, Stage 4     | 21.01.2018 | Hefei          |                                                                                 |
| Wygrana   | 1-0    | Yincang Bao (13-7)              | TKO (ciosy pięściami)             | 1     | 0:43 | Chin Woo Men: 2017-2018 Season, Stage 2     | 09.12.2017 | Wuhan          | Debiut w wadze półśredniej.                                                     |